# يوم السوبان
يوم السوبان ويسمى أيضا يوم ملزق  هو أحد أيام العرب في الجاهلية كان لـ بني تميم على بني عامر وبني عبس وطيء وتغلب وبكر بن وائل وبلحارث وإياد وبني كلب وبني أسد  وكانوا ياتون بني تميم حيا حيا فتقتلهم تميم وتنفيهم عن ديارها، وأخر من جائها هم بني عبس وبني عامر فقتلتهم ونفتهم عن الديار في وقعة عظيمة وهي من أشد أيام العرب قبل الإسلام.
- قال سلامة بن جندل السعدي التميمي :[5]